# Kallukuttam
Kallukuttam (o Kallukoottam) è una suddivisione dell'India, classificata come town panchayat, di 16.662 abitanti, situata nel distretto di Kanyakumari, nello stato federato del Tamil Nadu. In base al numero di abitanti la città rientra nella classe IV (da 10.000 a 19.999 persone).

## Geografia fisica
La città è situata a 08° 11' 47 N e 77° 14' 40 E.

## Società

### Evoluzione demografica
Al censimento del 2001 la popolazione di Kallukuttam assommava a 16.662 persone, delle quali 8.281 maschi e 8.381 femmine. I bambini di età inferiore o uguale ai sei anni assommavano a 1.650, dei quali 818 maschi e 832 femmine. Infine, coloro che erano in grado di saper almeno leggere e scrivere erano 13.459, dei quali 6.849 maschi e 6.610 femmine.